# Quintanaélez
Quintanaélez és un municipi de la província de Burgos a la comunitat autònoma de Castella i Lleó. Forma part de la comarca de La Bureba.

## Demografia
| 1991 |  | 1996 |  | 2001 |  | 2004 |  | 2007 |
| ---- |  | ---- |  | ---- |  | ---- |  | ---- |
| 131  |  | 124  |  | 88   |  | 85   |  | 76   |